# Snowboard ai XXI Giochi olimpici invernali - Halfpipe maschile
La competizione halfpipe maschile di snowboard ai XXI Giochi olimpici invernali si è svolta il 17 febbraio 2010 a Cypress Mountain, presso Vancouver, in Canada.
In ogni manche della competizione, ogni concorrente ha eseguito due tentativi sull'halfpipe; il punteggio più elevato fra i due determinava la classifica. I 40 partecipanti sono stati divisi in due batterie; i primi 3 di ogni batteria sono passati direttamente in finale, mentre i successivi 12 (6 per batteria) si sono scontrati in semifinale, con il passaggio dei primi sei. La finale era quindi costituita da 12 atleti.

## Risultati

### Finale
| Pos. | Pett. | Atleta            | Nazione     | 1° manche | 2° manche | Punteggio |
| ---- | ----- | ----------------- | ----------- | --------- | --------- | --------- |
|      | 5     | Shaun White       | Stati Uniti | 46.8      | 48.4      | 48.4      |
|      | 37    | Peetu Piiroinen   | Finlandia   | 40.8      | 45.0      | 45.0      |
|      | 38    | Scotty Lago       | Stati Uniti | 42.8      | 17.5      | 42.8      |
| 4    | 27    | Jurij Podladčikov | Svizzera    | 42.4      | 17.6      | 42.4      |
| 5    | 3     | Louie Vito        | Stati Uniti | 39.1      | 39.4      | 39.4      |
| 6    | 36    | Markku Koski      | Finlandia   | 36.4      | 25.0      | 36.4      |
| 7    | 26    | Justin Lamoureux  | Canada      | 33.8      | 35.9      | 35.9      |
| 8    | 28    | Kazuhiro Kokubo   | Giappone    | 30.5      | 35.7      | 35.7      |
| 9    | 6     | Ryō Aono          | Giappone    | 32.9      | 29.1      | 32.9      |
| 10   | 7     | Mathieu Crépel    | Francia     | 25.9      | 8.7       | 25.9      |
| 11   | 23    | Markus Malin      | Finlandia   | 16.7      | 18.6      | 18.6      |
| 12   | 34    | Greg Bretz        | Stati Uniti | 18.3      | 13.0      | 18.3      |